# Benamargosa
Benamargosa és un municipi d'Andalusia, a la província de Màlaga.
Es coneix popularment com "Gibraltar el Chico", degut al fet que antigament, gran part dels seus veïns es dedicava al contraban de tabac procedent de Gibraltar, pel que se li va adjudicar aquest nom per tota la província i part dels voltants.